# Varnhagenstraße 38

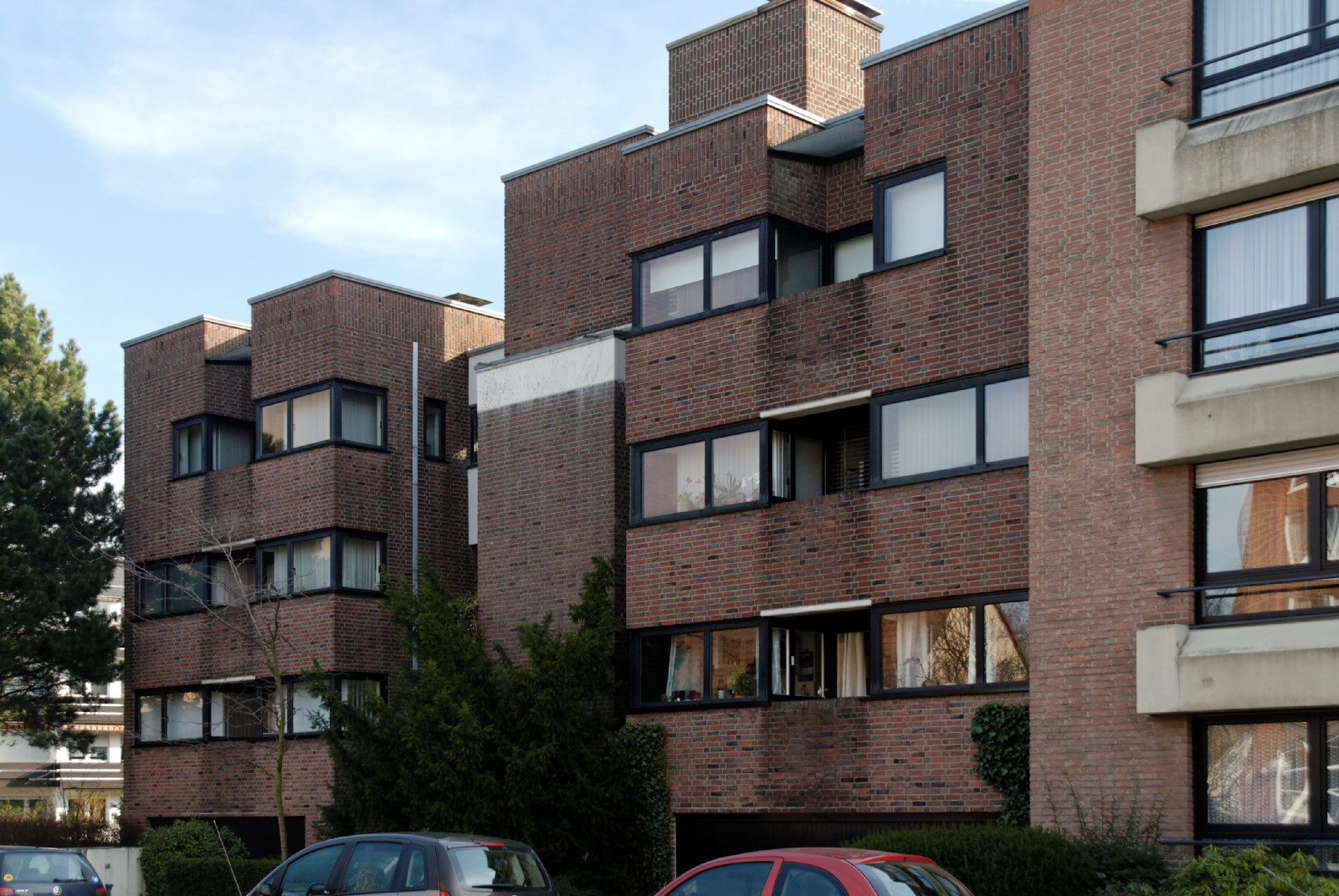
Wohnhaus Varnhagenstraße 38

Das denkmalgeschützte Mehrfamilienwohnhaus an der Varnhagenstraße 38 in Düsseldorf wurde 1966 bis 1967 nach Entwürfen des Architekten Thomas Fürst errichtet.

## Beschreibung
Die mit Klinkern verkleidete Fassade des viergeschossigen Gebäudes ist vertikal kubisch gegliedert. Das Sockelgeschoss liegt unter dem Straßenniveau. Die Fensteröffnungen sind querformatig mit betonsichtigen Brüstungsfeldern. Ein Betonstreifen markiert den Vorsprung im Treppenhaus.

## Kunstgeschichtliche Bedeutung
Das Haus orientiert sich an der Architektur des Brutalismus nach französischem, englischem und amerikanischem Vorbild:

„Stilistisch ist äußerlich eine Verwandtschaft zu Bauten Le Corbusiers (Jaoul-Häuser, Neuilly), des englischen Brutalismus der frühen 60er Jahre und zu Bauten Louis Kahns in den USA festzustellen.“